# Tchicha zaatar
La tchicha zaatar est une soupe traditionnelle algérienne.

## Origine et étymologie
Cette soupe est originaire de Tlemcen. Son nom provient de l'arabe algérien tchicha (ou dchicha) et se traduit par « soupe à la semoule d'orge et au zaatar ». Zaatar signifie « thym », autrement dit, c'est une soupe au thym.

## Description
Il s'agit d'une soupe contenant de la viande et des épices, telles le ras el-hanout et le paprika, mais aussi l'indispensable zaatar.
C'est une soupe spécialement conçue pour le premier jour de fête de la fin du ramadan, Aid el-Fitr, qui doit être mangée le matin à la place du petit déjeuner classique, car durant les vingt-neuf ou trente jours du mois du ramadan, le corps s'est habitué à un certain régime alimentaire. Cette soupe a la fonction de remède de passation.
Les Tlemcenniens l'utilisent pour les convalescents ou ceux qui sont malades (rhume, toux…), étant donné les vertus médicinales que possède l'origan.
« L'origan fait partie des plantes très utilisées en phytothérapie (infusions ou huiles essentielles). Antalgique, anti-infectieux, antiseptique, antibactérien, antioxydant, ses vertus thérapeutiques, notamment pour lutter contre les germes pathogènes, sont reconnues. »